# Scott Heim

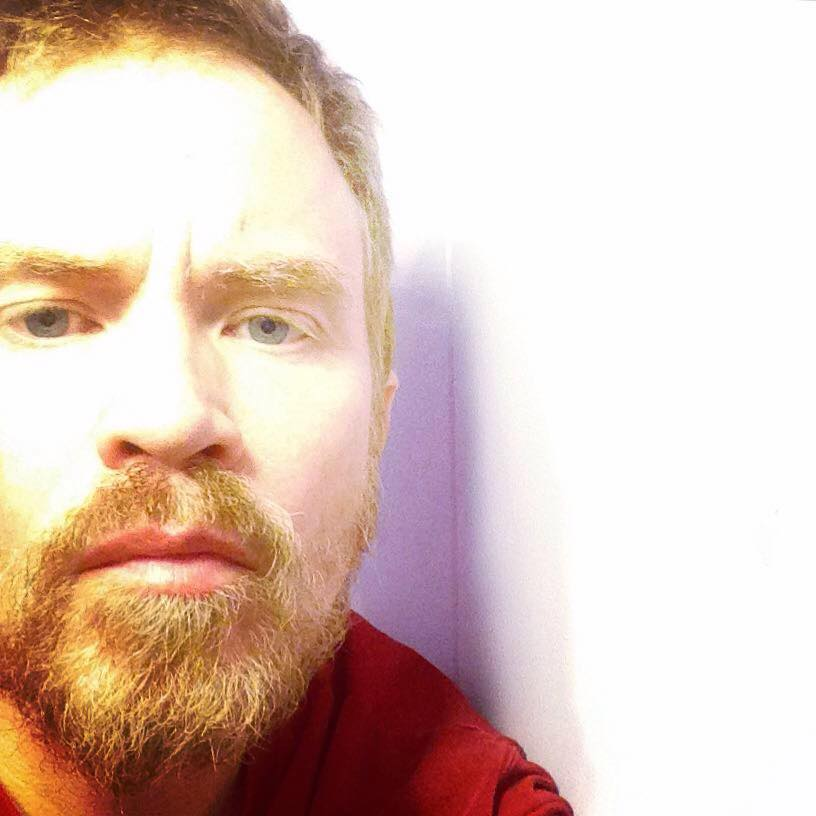
Scott Heim (2016)

Scott Heim (* 26. September 1966 in Hutchinson, Kansas) ist ein US-amerikanischer Schriftsteller.

## Leben und Wirken
Scott Heim wuchs auf dem Land auf, studierte an der University of Kansas Englisch und Kunstgeschichte. Später besuchte er die Columbia University in New York, wo er auch die Arbeit an seinem ersten Roman begann. Heim lebt inzwischen in Massachusetts. Sein erster Roman Mysterious Skin wurde 1995 in den Vereinigten Staaten veröffentlicht und 2004 unter dem Titel  Mysterious Skin – Unter die Haut verfilmt.  Die deutsche Übersetzung erschien unter dem Titel Mysterious Skin – Unsichtbare Narben 2006 im Bruno Gmünder Verlag. Seine beiden weiteren Romane In Awe (1997) und We Disappear (2008) wurden bisher nicht ins Deutsche übertragen. 
Im November 2008 wurde er vom Magazin Out zu den einflussreichsten Personen des Jahres gewählt.

## Auszeichnungen
- 2009: Lambda Literary Award in der Kategorie Gay General Fiction für We Disappear[3]